# 매슈 맥그로리
매슈 맥그로리(Matthew McGrory, 1973년 5월 17일 ~ 2005년 8월 9일)는 미국의 배우로, 키 7피트 6인치(2.29미터)의 그는 기네스 세계 기록에 의해 세계에서 가장 키가 큰 배우로 인정받았다. 그는 영화 경력 내내 인상적인 체격을 지닌 캐릭터들을 주로 연기했으며, 공포 영화 《하우스 오브 1000 시체들》(2003)과 《데블스 리젝트》(2005)에서 타이니 파이어플라이 역, 판타지 코미디 드라마 영화 《빅 피쉬》(2003)에서는 거인 칼 역으로 출연하였다. 또한 그는 가장 큰 발과 가장 긴 발가락 부문에서도 기네스 세계 기록]]을 보유하였다.
2005년 8월 9일 캘리포니아 셔먼오크스에서 여자친구 멜리사와 함께 살던 중 맥그로리는 울혈성 심부전으로 인해 32세의 나이로 사망했고, 롭 좀비의 영화 《데블스 리젝트》 DVD판은 맥그로리의 추모를 위해 헌정되었다.

## 출연 작품
- 살인마 가족 2 (2005)
- 살인마 가족 (2003)
- 빅 피쉬 (2003) - 거인 칼 역
- 카니발 (2003)